# Cornellà del Terri
Pour les articles homonymes, voir Cornellà.
Cornellà del Terri est une commune espagnole de la province de Gérone, en Catalogne, en Espagne dans la comarque de Pla de l'Estany.

## Histoire
C'est l'endroit ou Carles Puigdemont a voté pour le référendum de 2017 sur l'indépendance de la Catalogne alors que celui ci était interdit par le gouvernement national espagnol .